# Matilde Serao
Matilde Serao (ur. 7 marca 1856 w Patras, zm. 27 lipca 1927 w Neapolu) – włoska dziennikarka, pierwsza w historii Włoch kobieta, która założyła i prowadziła własną gazetę, pisarka.

## Życiorys

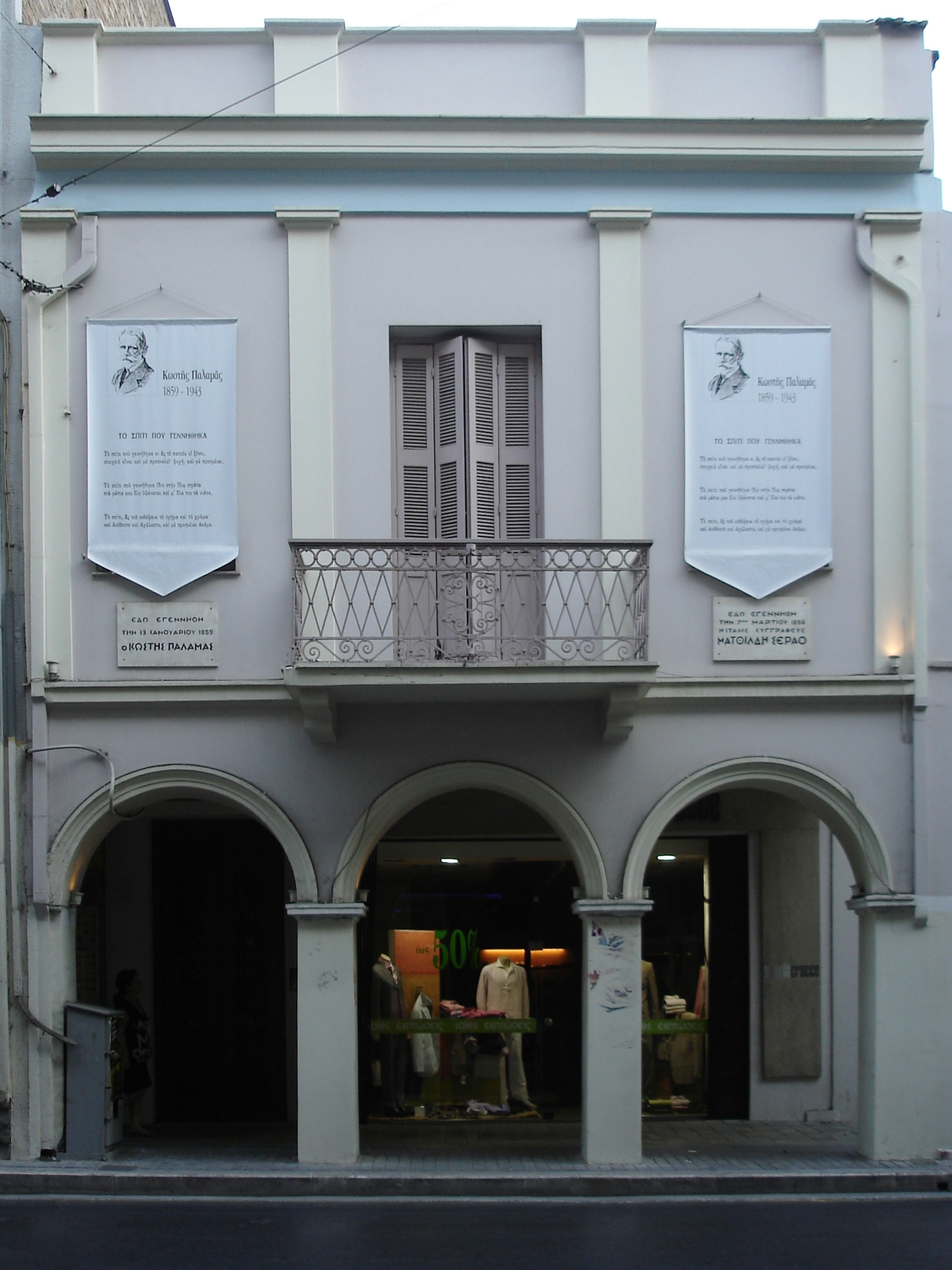
Dom rodzinny Serao w Patras

Matilde Serao była córką włoskiego emigranta politycznego Francesco Serao i jego żony, Greczynki z pochodzenia. W wieku czterech lat razem z rodzicami wróciła do Neapolu, miasta pochodzenia ojca. Ubóstwo rodziny sprawiło, że przyszła dziennikarka ukończyła szkołę pedagogiczną, chcąc podjąć pracę nauczycielki. Zamiast tego została jednak zatrudniona jako telegrafistka. Zniechęcona atmosferą panującą w pracy i dyskryminacją kobiet, porzuciła ten zawód po trzech latach (w 1877) i postanowiła zostać dziennikarką. Znalazła zatrudnienie w piśmie Federica Verdinois „Il Corriere del Mattino”, w 1882 zaś razem z ojcem (matka zmarła wiele lat wcześniej) przeprowadziła się do Rzymu i podjęła tam pracę w redakcji gazety „Il Capitan Fracassa”, następnie współpracowała także z pismami „La Nuova Antologia” i „Fanfulla della Domenica”. W 1885 wyszła za mąż za innego dziennikarza, Eduarda Scarfoglio, i razem z mężem podjęła się prowadzenia pisma „Il Corriere di Roma”. Wobec trudności finansowych dziennika byli jednak zmuszeni zamknąć gazetę i przeprowadzić się ponownie do Neapolu. Tam w 1888 otworzyli nowy tytuł, dziennik „Il Corriere di Napoli”. Matilde Serao objęła w nim rubrykę poświęconą życiu towarzyskiemu i sztuce. Pracę zawodową łączyła z wychowywaniem czworga dzieci, przez co zyskała powszechne uznanie w kręgach neapolitańskiego mieszczaństwa. W 1892 małżeństwo Scarfoglio rozpoczęło prowadzenie kolejnego pisma, „Il Mattino”.
Upadek rządu Francesca Crispiego, którego wielkim zwolennikiem był Eduardo Scarfoglio, sprawiło, że mężczyzna znalazł się w kłopotach finansowych, a w rezultacie pogorszyły się także jego relacje z żoną. Zdrady małżeńskie męża stały się przyczyną separacji małżonków w 1902. Matilde Serao kontynuowała karierę zawodową dziennikarki. W 1904 założyła nowy dziennik „Il Giorno”, który szybko stał się pismem niezwykle popularnym, jego właścicielka zaś cieszyła się w mieście znacznym autorytetem.
„Il Giorno” opowiedziało się przeciwko rosnącemu w siłę ruchowi faszystowskiemu. W 1922 bojówka faszystowska zdewastowała redakcję gazety. Mimo to w przededniu wyborów parlamentarnych 1924 oraz po zabójstwie Giacomo Matteottiego pismo nie zmieniło swojej linii politycznej. Antyfaszyzm Serao był prawdopodobnie przyczyną, dla której w 1926 rząd Mussoliniego sprzeciwił się przyznaniu Serao literackiej Nagrody Nobla (jej laureatką została ostatecznie inna włoska pisarka, wywodząca się z Sardynii Grazia Deledda). Rok później Serao zmarła na atak serca.

## Twórczość literacka i publicystyka
Serao należała do pierwszych we Włoszech kobiet wykonujących z powodzeniem zdominowany w II poł. XIX w. przez mężczyzn zawód dziennikarza, była również jedną z pierwszych włoskich pisarek.
Za najważniejsze teksty w jej dorobku publicystycznym uważane są opublikowana w latach 80. XIX w. artykuły poświęcone tragicznym warunkom życia panującym w najuboższych dzielnicach Neapolu, zebrane w tomie Brzuch Neapolu (tytuł nawiązuje do powieści Zoli Brzuch Paryża). Zawarty w artykułach opis sytuacji w dzielnicach nędzy oraz krytyka władz miasta, które nie podejmowały żadnych działań na rzecz jej poprawy, sprawiły, że w Neapolu podjęto prace nad przebudową najbardziej zaniedbanych kwartałów.
Obserwacje, jakie Serao poczyniła, zbierając materiały na potrzeby artykułów prasowych, były wykorzystywane także na potrzeby tworzonych przez nią utworów literackich. Chociaż pisarka początkowo utożsamiała się z weryzmem w literaturze i ceniła twórczość Giovanniego Vergi (początkowo także Luigiego Capuany), nie realizowała w swoich tekstach wszystkich założeń poetyki tego nurtu. Serao nie kryła współczucia dla sytuacji najuboższych, zamiast przedstawiać opisywane wydarzenia w obiektywny sposób. Stosowała równocześnie bardzo obszerne i szczegółowe opisy.
Wpływ francuskiego naturalizmu, a także twórczości Capuany widoczny jest we wczesnych opowiadaniach Serao Za cenę życia (1881) i Fantazja (1883), których bohaterki, obciążone dziedzicznie, umierają wskutek chorób nerwowych. Za jeden z najbardziej udanych utworów Serao uważa się opublikowane w 1884 opowiadanie Cnota Cecchiny z 1884. Z mniejszym powodzeniem pisarka przedstawiała środowisko kobiet-telegrafistek oraz uczennic szkoły średniej (Opowieść o dziewczynie, Żeńska szkoła pedagogiczna, Państwowy urząd telegraficzny) oraz środowisko arystokratyczne (Zakonnica). W 1885 Serao wydała powieść Podbój Rzymu, w której podjęła próbę analizy realiów włoskiego środowiska politycznego, zaś dwa lata później opartą na własnych doświadczeniach powieść Życie dziennikarza. Wartość literacka obydwu tekstów polega w ocenie późniejszej krytyki głównie na precyzyjnych opisach znanych autorce realiów działalności polityków i dziennikarzy. Większą wartość miały opowiadania zawarte w tomie Uwaga wartowniku! z 1889, a także powieść Kraina szczęścia, zawierająca panoramę wszystkich warstw społecznych Neapolu.
W 1892 Serao zainteresowała się mistyką i spirytyzmem, co doprowadziło do stopniowego odrzucenia przez nią werystycznej poetyki w literaturze. Z wiekiem stała się także głęboko religijna. W 1900 w opowiadaniu Siostra Joanna od Krzyża opisała losy zakonnicy, która po kilkudziesięciu latach pobytu w zakonie klauzurowym musi, z powodu kasaty klasztoru przez władze włoskie, opuścić dotychczasowy dom i popada w nędzę.
Serao była za życia bardzo poczytną pisarką.